# Kinda och Ydre domsaga
Kinda och Ydre domsaga var en domsaga i Östergötlands län, bildad 1778. Domsagan upplöstes 1964 då den uppgick i Linköpings domsaga.
Domsagan lydde under Göta hovrätt och omfattade häraderna Kinda och Ydre.

## Tingslag
Den 1 januari 1948 (enligt beslut den 10 juli 1947) slogs tingslagen Kinda och Ydre ihop för att bilda Kinda och Ydre domsagas tingslag.

### Till 1948
- Kinda tingslag
- Ydre tingslag

### Från 1948
- Kinda och Ydre domsagas tingslag

## Häradshövdingar
| Ämbetstid | Namn                     | Levnadstid |
| --------- | ------------------------ | ---------- |
| 1778-1810 | Leonard Henrik Rääf      | 1745–1810  |
| 1811-1823 | Lars Jakob Grapengiesser | 1769–1823  |
| 1824-1856 | Carl Gustaf Hjerström    | 1777–1856  |
| 1857-1879 | August von Hartmansdorff | 1815–1879  |
| 1880-1906 | Hugo Hedenstierna        | 1836-1916  |
| 1907-1939 | Henrik Cederschiöld      | 1869–1944  |
| 1939-1962 | Julius Söderström        | 1895–1982  |